# Entretiens avec le professeur Y
Entretiens avec le professeur Y est un court texte de Louis-Ferdinand Céline, publié en 1955, qui constitue une sorte d’Ars poetica.
Le tome I de Féerie pour une autre fois n'ayant pas reçu le succès escompté, Céline veut accompagner la sortie du tome II (Normance, 1955) d'un maximum de publicité et effacer le tort causé par toutes ses années d'exil en Allemagne et au Danemark. Il propose donc à Gaston Gallimard d'écrire lui-même son éloge sous la forme d'un petit texte proche de l'article de foi. Ces entretiens, qui n'en forment finalement qu'un, paraissent dans la Nouvelle Revue française en 1954, puis en volume en 1955. Cette interview imaginaire, aussi drôle que loufoque et féroce, est pour Céline l'occasion d'un grand défouloir, dans lequel il parle avec fougue de son style, sa conception de la littérature, et crache tout son fiel sur le monde des lettres.

## Résumé
Convaincu d’être un écrivain maudit, maltraité par son propre éditeur — ce qui sera une ritournelle des futures œuvres céliniennes —, Céline met au point un rendez-vous avec un auteur de la maison Gallimard pour jouer le jeu de l’« interviouwe ». Son interlocuteur imaginaire, le professeur Y, alias Colonel Réséda, qu’il s’est choisi bien hostile et médiocre — puisqu'il finit par perdre ses moyens et se pisser dessus —, fait figure de piètre « interviouweur » et de marionnette grotesque ; Céline doit lui souffler toutes les questions et lui rabâcher les réponses. Cette « interviouwe » est une façon de critiquer son propre éditeur et le climat littéraire ambiant. À noter que l'universitaire américain et juif Milton Hindus, qui rencontra Céline en 1948, lors de son exil au Danemark, et tenta de l'aider, apparaît comme le modèle réel du professeur Y. Milton Hindus est aussi l'auteur de L.-F. Céline tel que je l’ai vu (The Crippled Giant, 1950), le premier livre de nature biographique consacré à l'écrivain.
Cette parodie des entretiens littéraires recèle un art poétique véhément. Céline y critique les goûts du public, son attirance pour le faux, l’inauthentique, sa préférence pour les romans « chromos » rédigés par des auteurs médiocres et dans une langue académique momifiée. Seul à avoir compris l’urgence d’évoluer que le cinéma intime à la littérature — comme jadis la photographie l’avait fait à la peinture —, il pense avoir bouleversé le genre romanesque par son « style rendu émotif » qu'il caractérise par l'usage des points de suspension et de l'argot. Cette trouvaille infime mais géniale consiste à restituer dans l’écrit l’émotion de la langue parlée.
La métaphore du métro dont les rails sont « profilés exprès » expose le rôle terroriste que Céline se donne à l’égard des lecteurs : il veut les emporter coûte que coûte dans sa « rame émotive ». Rejeté pour ses pamphlets antisémites, il fait du conflit ouvert avec le public la pierre d’angle de ses textes. C’est aussi celle des Entretiens, et la tension croissante entre les deux interlocuteurs leur confère une dimension théâtrale qui explique que l’œuvre ait connu de nombreuses adaptations scéniques, même si ce n'est pas l'œuvre la plus connue de Céline.